# Sigfrid Lindberg
Sigfrid Oskar Lindberg (ur. 26 marca 1897 w Helsingborgu, zm. 4 stycznia 1977 tamże) – szwedzki piłkarz grający na pozycji bramkarza. W swojej karierze rozegrał 49 meczów w reprezentacji Szwecji.

## Kariera klubowa
Swoją karierę piłkarską Lindberg rozpoczął w klubie Helsingborgs IF, w którym zadebiutował w lidze szwedzkiej. W sezonach 1928/1929 i 1929/1930 wywalczył z Helsingborgiem dwa tytuły mistrza Szwecji. W sezonie 1931/1932 grał w Landskronie BoIS, w której zakończył swoją karierę.

## Kariera reprezentacyjna
W reprezentacji Szwecji Lindberg zadebiutował 26 marca 1921 roku w zremisowanym 2:2 towarzyskim meczu z Austrią, rozegranym w Wiedniu. W 1924 roku zdobył ze Szwecją brązowy medal na igrzyskach olimpijskich w Paryżu. Od 1921 do 1930 roku rozegrał w kadrze narodowej 49 spotkań.